# Банки Албанії
Список банків Албанії — перелік кредитно-фінансових установ Албанії.

## Центробанк
- Банк Албанії

## Основні комерційні банки
- Alpha Bank — Albania
- Banka Kombetare Tregtare (BKT)  [Архівовано 8 квітня 2009 у Wayback Machine.]
- Credins Bank (CB)  [Архівовано 28 липня 2017 у Wayback Machine.]
- Credit Agricole Albania
- Credit Bank of Albania (CBA)  [Архівовано 21 листопада 2007 у Wayback Machine.]
- First Investment Bank, Albania (FIB)
- International Commercial Bank (ICB)  [Архівовано 2 вересня 2011 у Wayback Machine.]
- Intesa Sanpaolo Bank Albania (formerly American Bank of Albania)  [Архівовано 5 квітня 2022 у Wayback Machine.]
- National Bank of Greece (Tirana Branch) (NBG)  [Архівовано 15 березня 2021 у Wayback Machine.]
- Procredit Bank (PCB)  [Архівовано 23 січня 2015 у Wayback Machine.] (commercial bank/microfinancing)
- Raiffeisen Albania  [Архівовано 26 травня 2022 у Wayback Machine.]
- Société Générale Albania (SGAL)  [Архівовано 19 квітня 2015 у Wayback Machine.]
- Tirana Bank (TB)  [Архівовано 8 лютого 2022 у Wayback Machine.] (part of Piraeus Bank)
- Union Bank (Albania) (UB)
- United Bank of Albania (UBA)  [Архівовано 22 квітня 2016 у Wayback Machine.]
- Veneto Banka Albania